# Aktienspekulation
Aktienspekulation ist in der Wirtschaft eine Spekulation, die Aktien oder aktienähnliche Anteile zum Handelsgegenstand hat. 
Aktienspekulation liegt vor, wenn Aktienpakete nicht mit dem Ziel einer langfristigen Investition, sondern lediglich wegen einer kurzfristigen Gewinnmitnahme durch einen schnellen Wiederverkauf erworben werden. Um sich nicht zu sehr von Emotionen leiten zu lassen, sollte ein Aktienspekulant einer vorher festgelegten Anlagestrategie folgen. 
Aktien eignen sich zur Spekulation besser als andere Anlageklassen (wie z. B. festverzinsliche Wertpapiere), weil ihr Aktienkurs in der Regel über eine höhere Volatilität verfügt und durch viele Marktteilnehmer im Regelfall eine höhere Marktliquidität vorhanden ist.
Eine traditionelle Börsenregel besagt, dass Nebenwerte in der Regel volatiler seien als Standardwerte und sich daher eher zur Spekulation eigneten. Ob eine solche, aus statistischen Daten der Vergangenheit gewonnene Börsenregel auf die Zukunft anwendbar ist, muss offen bleiben.
In den letzten Jahren etablierten sich Derivate auf Aktien zur Spekulation, die mit einem geringeren Kapitaleinsatz einen verhältnismäßig höheren Gewinn (oder Verlust) ermöglichen. Ihnen unterliegen Future- oder Optionsgeschäfte auf Aktien, sodass durch die Hebelwirkung die Gewinnmöglichkeiten steigen können.